# Acanthostichus quadratus
Acanthostichus quadratus é uma espécie de inseto do gênero Acanthostichus, pertencente à família Formicidae.